# Beniamin (Bykowski)
Beniamin, imię świeckie Władimir Pietrowicz Bykowski (ur. 1820 lub 1821 w guberni połtawskiej, zm. 20 stycznia?/1 lutego 1893 w Czernihowie) – rosyjski biskup prawosławny.

## Życiorys
Był synem kapłana prawosławnego. W 1843 ukończył seminarium duchowne w Połtawie. 27 lipca 1844 przyjął święcenia kapłańskie jako mężczyzna żonaty i został skierowany do pracy duszpasterskiej w cerkwi we wsi Pogrieby (powiat priłucki guberni połtawskiej), następnie służył w jednej ze świątyń w Pryłukach. W 1849, po śmierci żony i trzech synów, wyjechał do Kijowa na wyższe studia teologiczne w Kijowskiej Akademii Duchownej. 31 maja 1851 złożył w Kijowie wieczyste śluby mnisze.
W latach 1853–1855 pracował w II szkole duchownej w Orle jako nauczyciel i nadzorca. Współpracował także z gubernialnym komitetem historyczno-statystycznym. W 1855 obronił dysertację kandydacką, a rok później – magisterską i został rektorem szkoły duchownej, w której był zatrudniony. W 1858 został przeniesiony do seminarium w Chersoniu, gdzie uczył języka francuskiego i nauki o rozłamie (tzn. o staroobrzędowcach). Trzy lata został podniesiony do godności archimandryty. Od 1864 do 1867 był profesorem i inspektorem Kazańskiej Akademii Duchownej. Od kwietnia 1867 był rektorem seminarium duchownego w Woroneżu, profesorem nauk teologicznych. W lipcu 1867 objął także kierownictwo redakcji „Woronieżskich Jeparchialnych Wiedomostiej”, którą kierował przez cztery lata oraz obowiązki dziekana monasterów eparchii woroneskiej, jak również cenzora kazań głoszonych w Woroneżu.
12 listopada 1871 został nominowany na biskupa ostrogoskiego, wikariusza eparchii woroneskiej. Jego chirotonia biskupia odbyła się 19 grudnia tego samego roku w Petersburgu. Natychmiast po chirotonii został wyznaczony na przełożonego Akatowskiego Monasteru św. Aleksego w Woroneżu. W 1879 został ordynariuszem eparchii orenburskiej, zaś po trzech latach przeniesiono go na katedrę czernihowską. W eparchii czernihowskiej otworzył szereg nowych parafii, dbał o wyświęcanie nowych kapłanów na wakujące miejsca, organizował bractwa cerkiewne dla świeckich. Z jego inicjatywy wyremontowany został monaster św. Eliasza w Czernihowie oraz Monaster Wołdiński. Dbał o poziom śpiewu cerkiewnego oraz szkół parafialnych. Autor stojących na wysokim poziomie kazań i komentarzy biblijnych oraz tekstów teologicznych i cyklu Listy do kobiety-chrześcijanki wydanego w 1891 w Czernihowie.
Został pochowany, zgodnie z własnym życzeniem, pod ołtarzem soboru Trójcy Świętej przy rezydencji biskupiej, obok arcybiskupów Filareta i Nataniela.